# Ramón Clero Ahumada
Ramón Clero Ahumada y Gómez (Sucma, 1874 - San Fernando del Valle de Catamarca, ca. 1932) fue un abogado y político argentino que ejerció como gobernador de la provincia de Catamarca en dos oportunidades, entre 1912 y 1915, y entre 1920 y 1924. Fue el primer gobernador radical de su provincia.

## Biografía
Hijo de Ramón Clero Ahumada y Segura y de Peregrina Gómez, cursó sus estudios en el Colegio Nacional de San Fernando del Valle de Catamarca y en la Universidad de Buenos Aires, donde obtuvo un doctorado en leyes.
En su juventud adhirió al Partido Unión Catamarqueña, fue empleado del poder judicial de la provincia, presidente del Banco Provincial y legislador. También ejerció como juez.
En el año 1912 fue elegido gobernador de la provincia, asumiendo el mando el 1 de mayo de ese año. Su gestión se centró en las obras públicas, construyendo escuelas en varias localidades del interior, como Andalgalá, Bañado de Ovanta, Belén, Chumbicha, San Antonio de la Paz, Santa María y Tinogasta, elevando el número de escuelas en la provincia a 113. Construyó el matadero municipal y la cárcel de la capital, e inició la construcción del primer tramo del proyectado ferrocarril a la provincia de Tucumán. Durante su gestión se realizó el censo nacional de población, que contabilizó casi exactamente cien mil habitantes en Catamarca.
Tras sucesivas desavenencias políticas con el resto de su partido, presentó su renuncia el 31 de octubre de 1915. Poco después solicitaba y obtenía la afiliación a la Unión Cívica Radical. A la muerte de su padre heredó una gran cantidad de inmuebles en la capital provincial y sus alrededores.
En 1919 fue nuevamente elegido gobernador, esta vez por el radicalismo; en esas elecciones ocurrió un notorio caso de fraude electoral en una urna de la localidad de Andalgalá, que la prensa magnificó para atacar al radicalismo y al presidente Hipólito Yrigoyen.
Asumió el mando el primer día del año 1920; en esta oportunidad, la economía de la provincia se vio muy afectada por una prolongada sequía, que restó recursos fiscales y agregó la necesidad de cubrir las necesidades alimentarias de parte de la población. Una gran cantidad de trabajadores se trasladaron a la vecina Tucumán para trabajar en la zafra azucarera, lo que les permitió obtener trabajo pero complejizó en extremo los circuitos económicos catamarqueños, afectando la demanda de bienes y servicios. El gobernador Ahumada se esforzó en cumplir con el pago de los salarios de los empleados públicos y sostuvo un inestable equilibrio financiero del Estado con un subsidio otorgado por el gobierno nacional.
De todos modos se las arregló para extender el ferrocarril provincial que debía unir la provincia con Tucumán, llevándolo hasta La Merced; las dificultades financieras y técnicas, el progreso del transporte por automóvil y el postergamiento de las provincias del interior impidieron a sus sucesores avanzar más allá.
Celebró el centenario de la autonomía provincial en el año 1921, y mandó publicar un álbum de historia provincial, escrito por Antonio Larrouy y Manuel Soria, que fue el primer compendio de historia catamarqueña. Estos mismos autores propusieron el diseño de un Escudo de la provincia, que fue adoptado por ley en junio de 1922.
Una serie de complicaciones políticas llevaron a sucesivas postergaciones en la celebración de las elecciones para elegir una nueva legislatura y al sucesor de Ahumada, que nunca se celebraron. Por decreto del presidente Yrigoyen, el 1 de enero de 1924 debió entregar el poder a una intervención federal.
Ahumada se alejó de la política, ejerció algunos cargos judiciales y finalmente se retiró a la vida privada. Se ignora cuándo y dónde falleció, pero se estima que fue a principios de los años 1930 en la capital provincial, donde residía.
Estaba casado con María Ester González Cáceres, y fueron padres de María Delia, María Carmen, Jorge y José Luis Ahumada.